# Diplocystis
Diplocystis är ett släkte av svampar. Diplocystis ingår i familjen Diplocystidiaceae, ordningen Boletales, klassen Agaricomycetes, divisionen basidiesvampar och riket svampar.
|             | Astraeus                               |
|             |                                        |
|             | Endogonopsis                           |
|             |                                        |
|             | Tremellogaster                         |
|             |                                        |
| Diplocystis | \| \| Diplocystis wrightii \| \| \| \| |
|             | \| \| Diplocystis wrightii \| \| \| \| |
|             | Diploderma                             |
|             |                                        |
|             | Diplocystis wrightii                   |
|             |                                        |

|  | Diplocystis wrightii |
|  |                      |